# Юрти (Новолялинський міський округ)
Ю́рти (рос. Юрты) — селище у складі Новолялинського міського округу Свердловської області.
Населення — 126 осіб (2010, 199 у 2002).
Національний склад населення станом на 2002 рік: росіяни — 96 %.